# Nossa Senhora de Assiute
Nossa Senhora de Assiute é o nome dado a uma série de aparições da Virgem Maria relatadas entre os anos 2000 e 2001 em Assiute, no Egito.

## Contexto
Em Assiute, Egito, acredita-se que a Sagrada Família esteve escondida a maior parte do tempo – por volta de seis meses – enquanto ocorriam as perseguições iniciadas por Herodes, após a visita dos magos. Eles teriam se abrigado próximo da Montanha Dronka, lugar onde hoje é visitado por muitos peregrinos.

## Aparições
Em 17 de agosto de 2000, quando uma mulher muçulmana que caminhava perto da Igreja Copta de São Marcos avistou sobre o telhado do templo a uma mulher. Em seguida, ela começou a caminhar entre os dois minaretes. Ela imaginou que era uma mulher comum tentando cometer suicídio, ou com o objetivo retirar a cruz fixada na cúpula do templo, motivando-a a correr imediatamente para avisar os oficiais, rapidamente formando uma multidão ao arredor da igreja para observar o que se concluiu ser uma aparição sobrenatural, identificada como sendo a Virgem Maria.
Notícias e fotografias das aparições foram divulgadas por vários jornais. Durante as missas, a presença de luzes e pombos eram relatadas pelos fiéis perto dos ícones, que se encontravam em altares da igreja. Também eram frequentes estes fenômenos durante as aparições, que ocorria no exterior do templo. A presença de luzes durante as aparições também foram relatadas.
Apenas o rosto de Maria era visto, enquanto seu corpo estava envolto em luz. Ela fazia gestos para a multidão, demonstrando estar abençoando os milhares de fiéis que a assistiam. A presença de um cheiro adocicado de incenso também foi relatado.
Os fenômenos cessaram em 4 de abril de 2001, quando milhares de pessoas estavam presentes ao redor da igreja copta de São Marcos, testemunhando os fenômenos.
A Igreja Ortodoxa Copta aprovou as aparições após um comitê formado por padres coptas de Assiut, realizado em 13 de outubro de 2000. No 10 de dezembro, o Papa Shenouda III também confirmou oficialmente as aparições.

## Galeria

Aparições marianas (setembro de 2000)
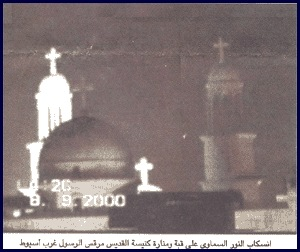
Em 8 de setembro de 2000, o minarete norte e a cúpula frontal da Igreja de São Marcos ficaram iluminados com as luzes das aparições
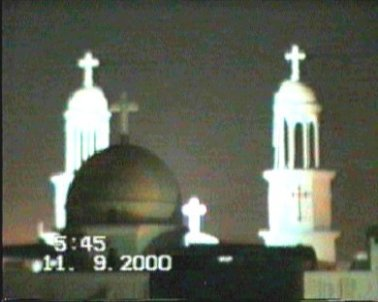
No dia 11, os minaretes e a cúpula frontal aparecem iluminados por luzes de origem desconhecida, presumivelmente provenientes da aparição mariana
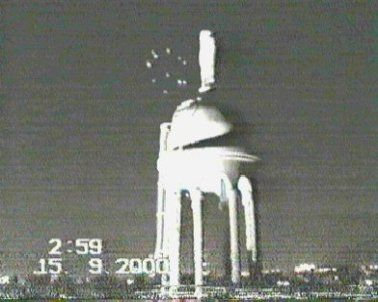
No dia 15, cerca de 7 pombinhas brancas foram vistas ao lado do minarete esquerdo, que permaneceu iluminado durante a aparição